# Efraim syriern
Efraim syriern (syriska: ܐܦܪܝܡ ܣܘܪܝܝܐ, Mor Afrêm Sûryāyâ; grekiska: Ἐφραίμ ὁ Σῦρος; latin: Ephraem Syrus), född omkring 306 i Nisibis, död 9 juni 373 i Edessa, var en syrisk-ortodox diakon och en framstående syriskspråkig hymnograf och teolog. Han vördas av större delen av kristenheten, men särskilt bland syrisk-kristna, som helgon. I katolska kyrkan har han status som kyrkolärare, såsom doktor av diakoni och poesi. Han är för hela kristenheten betraktad som kyrkofader.
Efraims litterära produktion är mångskiftande, och inbegriper såväl hymner, dikter och predikningar som Bibelkommentarer på prosa. Dessa alster hade praktisk funktion, ämnade att ena kyrkan under svåra tider. Han var så populär att under århundraden efter hans död skrev kristna författare under sina verk med hans namn. Alstren av Efraim är vittnesbörd om den kristna läran innan den västliga traditionen börjat spela en mer framträdande roll.

## Biografi

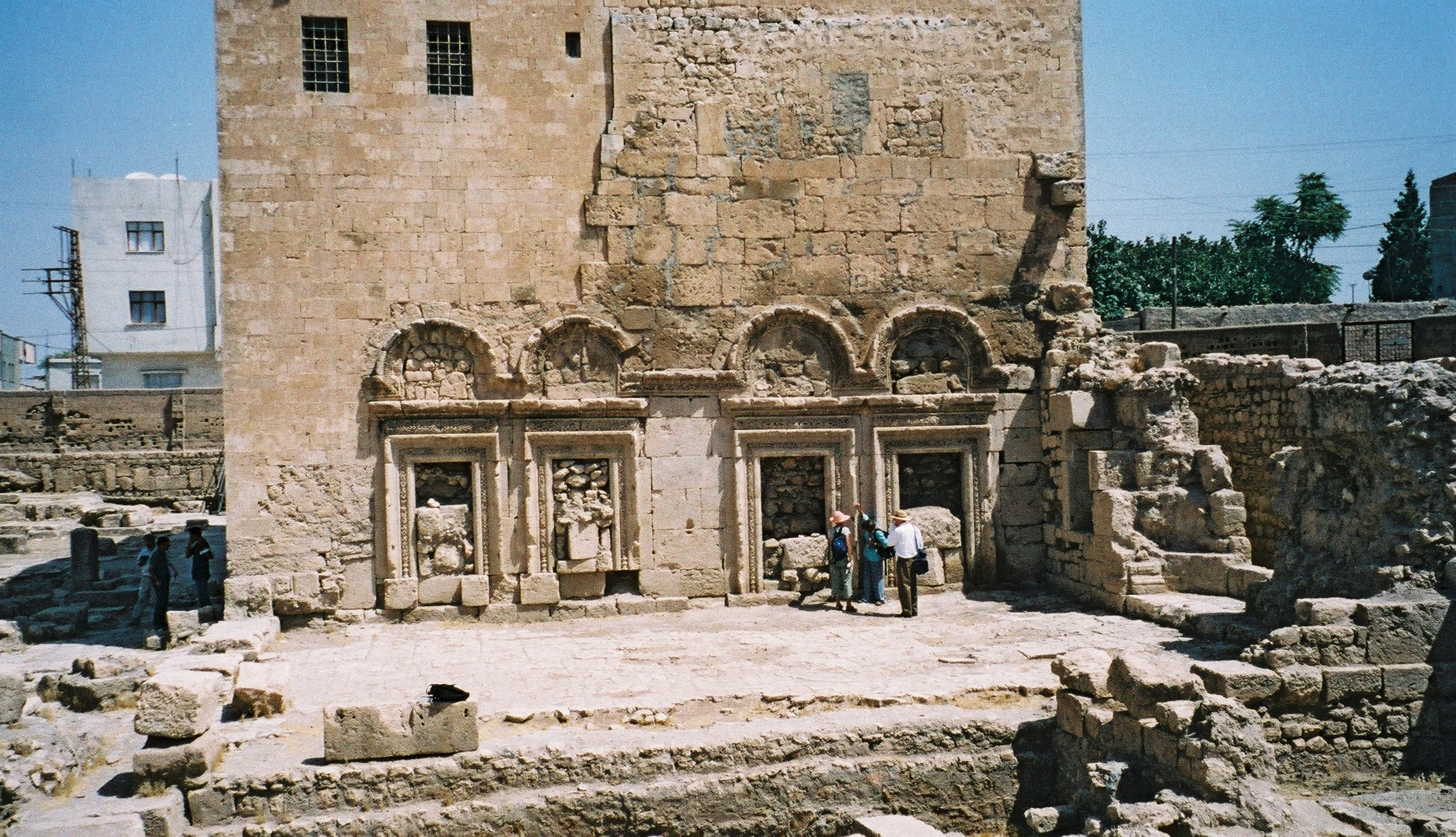
Den nyligen utgrävda kyrkan som Jakob av Nisibis ledde, där Efraim var verksam innan han blev flykting.

Efraim föddes omkring år 306 i staden Nisibis; en stad som är belägen i nuvarande Turkiet mot syriska gränsen, och kallas Nusaybin. Staden hade år 298 hamnat under Romarriket. Av innehållet i vissa av Efraims hymner kan man dra slutsatsen att hans föräldrar var medlemmar i den allt större kristna församlingen, men senare hagiografer har berättat att hans far var en hednapräst. Det talades många språk i Nisibis under Efraims dagar, men huvudsakligen olika dialekter av arameiska. Den kristna församlingen talade syrisk dialekt. Samhällskulturen i staden utgjordes av hednisk religion, judendom och tidiga kristna småsamfund.
Den första biskopen av Nisibis, Jakob, utsågs till den befattningen år 308, och Efraim växte upp under dennes ämbetstid. Jakob av Nisibis har gått till historien som en av dem som undertecknade besluten från första konciliet i Nicaea år 325. Efraim döptes i unga år, och med största sannolikhet blev han fostrad i ett kloster, en sed som förekom sporadiskt i den tidiga syriska klosterrörelsen. Jakob utnämnde Efraim till lärare, malp̄ānâ, en respektingivande titel. Han blev diakon, antingen vid sitt dop eller senare, och började författa hymner och Bibelkommentarer i anslutning till utövningen av detta ämbete. I några av hymnerna kallar han sig själv för fåravallare (ܥܠܢܐ, ‘allānâ), biskopen för herde (ܪܥܝܐ, rā‘yâ) och församlingen för flock (ܕܝܪܐ, dayrâ). Efraim tillskrivs allmänt grundandet av Nisibisskolan, som århundraden efter hans död var lärdomscenter för den östliga kyrkan.
År 337 avled kejsar Konstantin den store, som legaliserat och påbjudit kristendomen i Romerska imperiet. Shapur II av Persien tog då tillfället i akt och inledde en serie attacker mot de kristna i det romerska norra Mesopotamien. Nisibis belägrades år 338, 346 och 350. Under den första belägringen, ger Efraim biskop Jakob äran för att ha försvarat staden med sina böner. Vid den tredje belägringen styrde Shapur om floden Mygdonius för att med dess kraft förstöra Nisibis stadsmurar. Nisibis reparerade stadsmuren snabbt medan det persiska elefantkavalleriet gick under i den våta marken. Efraim ansåg stadens räddning vara ett mirakel, och skildrade den genom att framställa Nisibis som Noaks ark som flyter undan på syndafloden mot sin räddning.
En viktig och konkret händelse i Efraims liv är dopet av Nisibis. Källorna berättar att det företogs under biskop Vologeses år 359. Samma år slog Shapur till igen mot regionen. Städerna runt Nisibis slogs ner och jämnades med marken, en efter en, och deras medborgare dödades eller deporterades. Kejsar Constantius II var oförmögen att göra motstånd; Julianus fälttåg slutade med att kejsaren stupade under ett slag. Hans armé valde Jovianus till ny kejsare, och denne tvingades ge upp striden för att rädda sina trupper. Nisibis hamnade sålunda under Persien, och hela dess kristna befolkning fördrevs. 

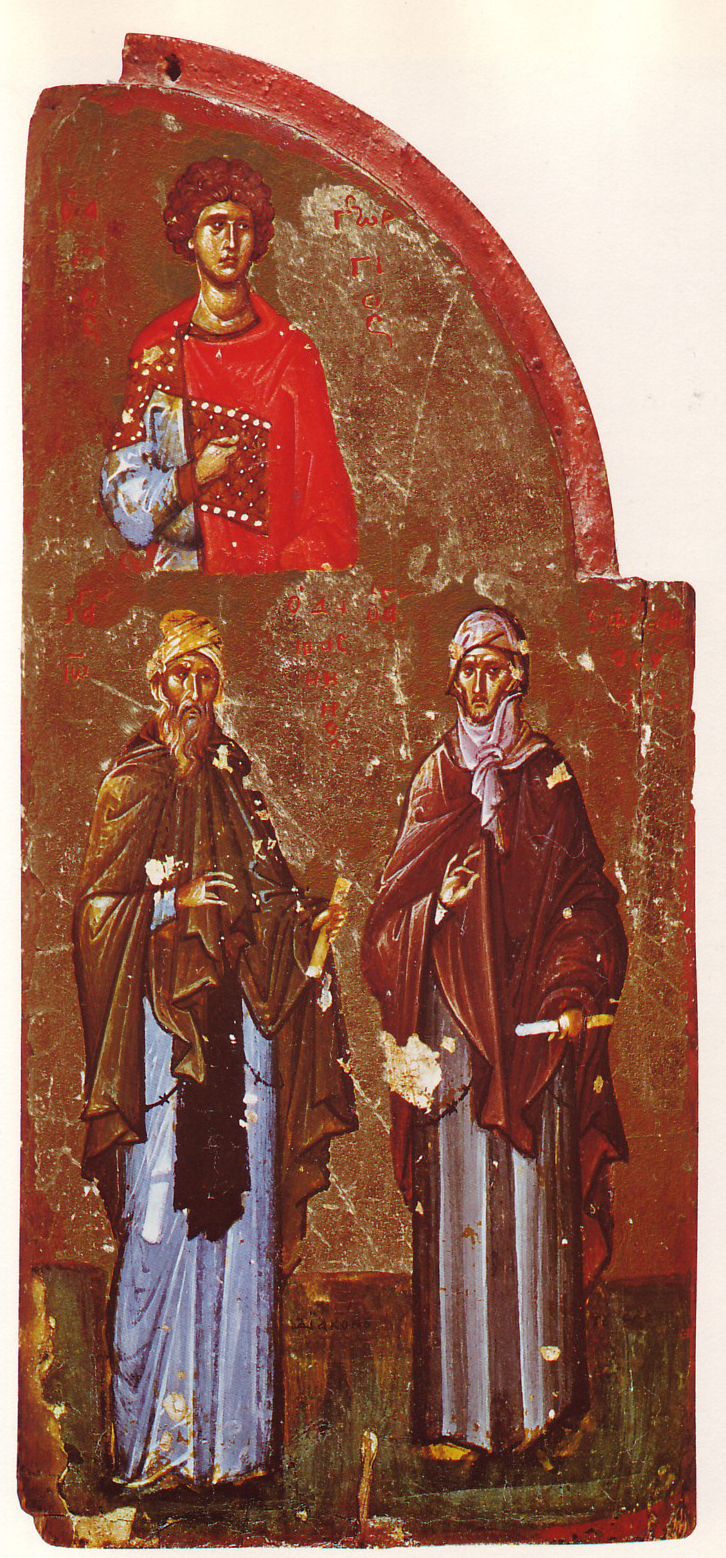
Fragment av ikon från Katarinaklostret, som föreställer Efraim till höger, sankt Georg överst, och Johannes av Damaskus till vänster.

Efraim och de andra begav sig först till Amida (Diyarbakır), och slog sig därefter, år 363, ner i Edessa (dagens Şanlıurfa). Efraim, som började närma sig de 60, anmälde sig villig att förvalta den nya kyrkan, och verkar ha fortsatt sitt arbete som lärare, möjligen i skolan i Edessa; och i staden fanns flertaliga rivaliserade filosofier och religioner. I en kommentar berättar Efraim att de ortodoxa nicaeanska kristna kort och gott kallades ”palutianer” i deras nya hemstad, efter en tidigare biskop. Arianer, marcioniter, manikéer, bardaisaniter och mångahanda gnostiska sekter gjorda samtliga anspråk på att förestå den sanna kyrkan. Efraim skrev, i detta virrvarr, många hymner som försvar av den nicaeanska ortodoxin. En senare syrisk-ortodox författare, Jakob av Serugh, berättar att Efraim tränade kvinnokörer att sjunga hans hymner i sättningar med syrisk folkmusik och framträdde i Edessas centrum.
Sedan han levt i Edessa i tio år, avsomnade Efraim i en pest han ådrog sig när han skötte dess offer. Sannolikt inträffade detta den 9 juni 373.

## Författarskap
Över 400 hymner som Efraim skrev, finns fortfarande bevarade. Många hymner torde därtill ha gått förlorade, och det förekommer uppgifter om att han skall ha skrivit tre miljoner sådana. I sina hymner faller Efraim tillbaka på tre traditioner: den rabbinistiska judendomens modeller, den grekiska filosofin, och den mesopotamiska symboliken.
De viktigaste arbetena av Efraim är hans lyriska lärohymner (ܡܕܖ̈ܫܐ, madrāšê). Dessa blandar poetiska inslag i Bibeln, med folkligt berättarstoff. De är skrivna på bunden vers, och det förekommer mer än 50 olika versmått i hans hymner. Han har samlat sina madrašê i cykler, vilka samtliga har en titel, till exempel Carmina Nisibena, Om tron, Om paradiset, Hymner mot kättare. Typiskt för madrašê var att de hade refränger som upprepades efter varje strof. Senare forskning har föreslagit att dessa madrašê framfördes av kvinnor, ackompanjerade av lyra.
Särskilt betydelsefull blev Efraims Hymner mot kättare. Dessa använde Efraim för att varna sin församling för de irrläror som hotade splittra dem. Hymner mot kättare brukar en färgstark metaforik för att gestalta Kristi förkroppsligande, såsom fullständigt människa och Gud; Efraim menar att Kristus förening av mänskligt och gudomligt är en symbol för fred, perfektion och frälsning, medan irrlärorna i staden representerar splittring i och med att de särskiljer delar i Kristi natur.

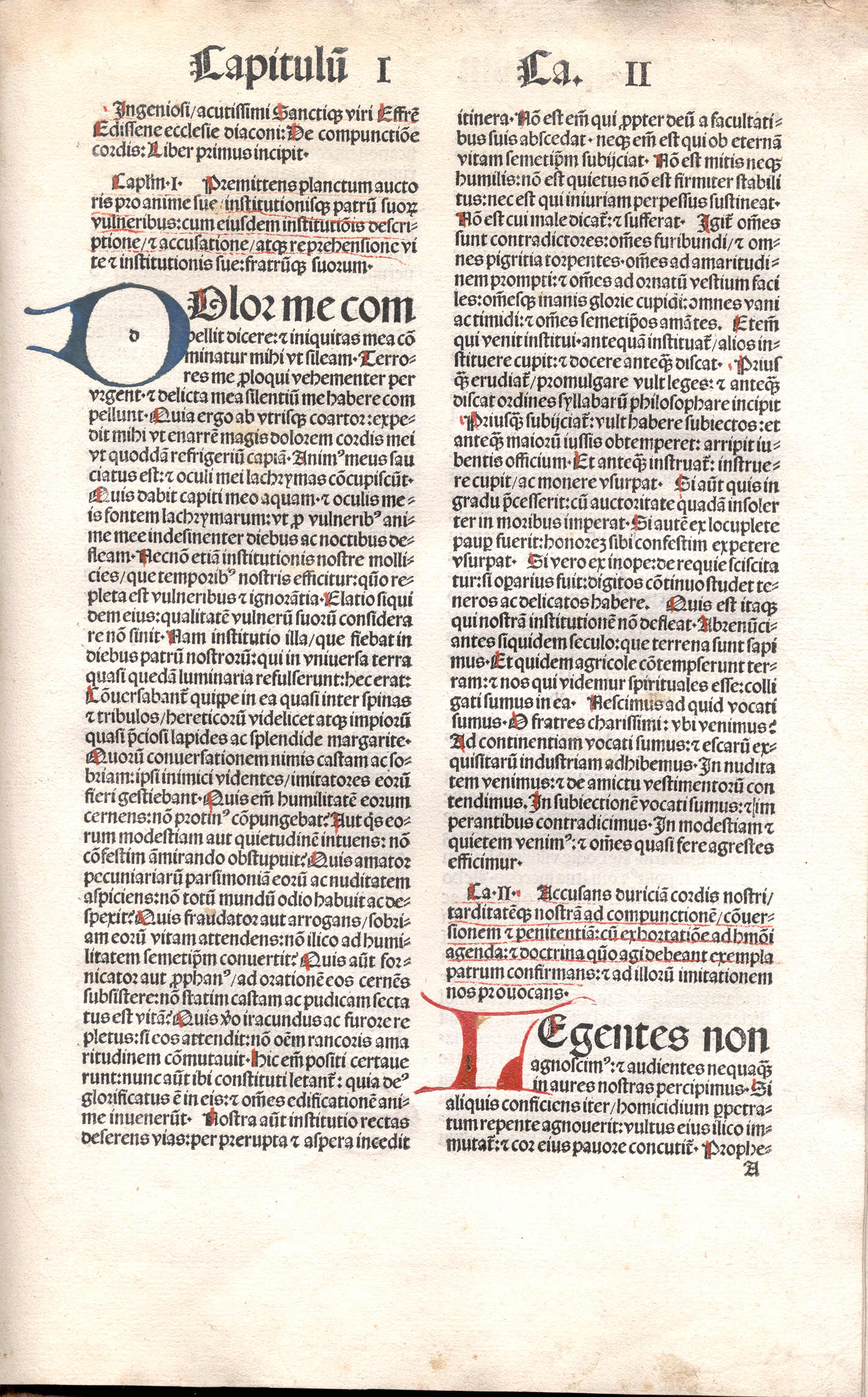
Ett blad från en latinsk utgåva av Efraims skrifter, Sermones selecti, inte äldre utgåva än år 1491.

Efraim skrev också predikningar på vers (ܡܐܡܖ̈ܐ, mêmrê). Dessa predikningar är mycket färre än hans madrašê. En tredje kategori av Efraims alster utgör hans prosa. Han skrev Bibelkommentarer till Diatessaron, Första Mosebok, Andra Mosebok, Apostlagärningarna, och Paulus brev.
Det var uteslutande på syriska som Efraim skrev, men det finns tidiga översättningar på armeniska, koptiska, georgiska, grekiska och andra språk. En del verk finns bara bevarade i någon översättning (detta gäller då särskilt till armeniska). De syriska kyrkorna använder ännu många av Efraims hymner i liturgin, men som regel är de då omarbetade.
Efraims bön, som används av flera kristna samfund i den östliga kyrkan vid fastan, tillskrivs traditionellt Efraim, men där är det osäkert att Efraim är den verkliga upphovsmannen.
Den mest kritiska utgåvan av Efraims samlade verk sammanställdes mellan 1955 och 1979 av Edmund Beck OSB, som en del av Corpus Scriptorum Christianorum Orientalium.
En svensk utgåva, Hymnerna om paradiset, i översättning av Sten Hidal, kom 1985 och nytrycktes 2009.

## Vördandet av Efraim
Snart efter att Efraim avlidit började det cirkulera historier om hans liv. Därför är det svårt att skilja fakta från legender, när det beträffar hans bakgrund. Detta gäller framför allt uppgifter om vilka hans föräldrar var, och uppgiften att han själv var munk.
Det finns många återgivningar om att Efraim skulle ha företagit flera resor. En berättelse om Efraim är att han besökte Basileios den store vilket vore en viktig upplysning, eftersom det skulle förklara det teologiska sambandet mellan den syriska kristendomen med de kappadokiska fäderna, som annars svårligen låter sig förklaras. Ännu en berättelse är att han skall ha besökt sankt Pishoy i Egypten och därmed klostren i Scetes.
Det synes stå bortom allt tvivel att han levde ett asketiskt liv, men somliga har menat att beteckningen munk är anakronistisk, eftersom klosterväsendet endast var i sin linda, i Egypten. I den östortodoxa kyrkan vördas Efraim som en helig munk, och hans festdagar infaller där den 28 januari samt De heliga fädernas lördag, vilken infaller lördagen innan fastan.
Påve Benedictus XV förklarade Erfraim vara kyrkofader, i sin encyklika Principi apostolorum Petro, den 5 oktober 1920. Detta inträffade innan någon kritisk utgåva av Efraims verk hade utgivits. Hans helgondag firas i den västliga kristendomen den 9 juni, dagen för hans död.
Efraim kallas ofta Den helige Andens harpa (syriska: ܟܢܪܐ ܕܪܘܚܐ, Kenārâ d-Rûḥâ). Han kallas också diakonen i Edessa och Kyrkans pelare..

## Skrifter i svensk översättning
- Hymnerna om paradiset, översättning av Sten Hidal, 1985/2009
- Hymnerna om tron, översättning av Sten Hidal, 2014
- Kommentar till Första Moseboken, översättning av Assad Sauma, 2018